# 瓦基利亞斯縣
3°29′S 80°14′W / 3.483°S 80.233°W
瓦基利亞斯縣（西班牙語：Cantón Huaquillas），是厄瓜多爾的縣份，位於該國南部，由埃爾奧羅省負責管轄，始建於1980年10月6日，面積72平方公里，海拔高度10米，2010年人口47,706，人口密度每平方公里662.58人。